# Falcinodes perstrigata
Falcinodes perstrigata är en fjärilsart som beskrevs av Paul Dognin 1909. Falcinodes perstrigata ingår i släktet Falcinodes och familjen Uraniidae. Inga underarter finns listade i Catalogue of Life.